# Cyrtandra ligulifera
Cyrtandra ligulifera är en tvåhjärtbladig växtart som beskrevs av Charles Baron Clarke. Cyrtandra ligulifera ingår i släktet Cyrtandra och familjen Gesneriaceae. Inga underarter finns listade i Catalogue of Life.